# Maciej Leszczyński
Maciej Leszczyński (ur. 23 września 1964) – polski lekkoatleta, specjalizujący się w biegach sprinterskich.

## Osiągnięcia
- Mistrzostwa Polski seniorów w lekkoatletyce
  - Poznań 1987
    - brązowy medal w biegu na 100 m
    - brązowy medal w biegu na 200 m

  - Kraków 1989
    - srebrny medal w biegu na 100 m
    - srebrny medal w biegu na 200 m

  - Piła 1990
    - srebrny medal w biegu na 100 m
    - srebrny medal w biegu na 200 m

## Rekordy życiowe
- bieg na 100 metrów
  - stadion – 10,43 (Kraków 1989)
- bieg na 200 metrów
  - stadion – 20,89 (Kraków 1989)